# AAM-N-10 Eagle
AAM-N-10 Eagle là một tên lửa không đối không tầm xa do Bendix Corporation phát triển cho Hải quân Hoa Kỳ. Tên lửa được dự kiến trang bị cho máy bay tiêm kích Douglas F6D Missileer trên tàu sân bay Mỹ. Chương trình phát triển đã bị hủy bỏ trước khi đến giai đoạn thử nghiệm nhưng các bài học thu được trong quá trình phát triển tên lửa này đã được sử dụng để phát triển tên lửa tầm xa AIM-54 Phoenix.

## Giai đoạn thiết kế và phát triển ban đầu
Việc phát triển tên lửa AAM-N-10 được bắt đầu vào năm 1957 với khái niệm máy bay phòng thủ trên hạm tàu của Hải quân Mỹ: đó là máy bay chiến đấu đánh chặn cận âm, hoạt động lâu dài, trang bị radar mạnh và có tên lửa có tầm bắn rất xa, có khả năng bắn hạ máy bay đối phương ở cự ly cách xa tàu sân bay nhất có thể. Vào năm 1958, công ty Douglas Aircraft được trao hợp đồng phát triển máy bay đánh chặn F6D-1, còn công ty Bendix Corporation nhận hợp đồng phát triển tên lửa AAM-N-10 Eagle.
Eagle có thiết kế thông thường giống với các loại tên lửa không đối không hạng nặng vào thời điểm đó, với aspect ratio rất nhỏ, cánh gần như có dạng tam giác với sải cánh 2 foot 10 inch (0,86 m)chạy dọc chiều dài thân tên lửa dài 11 foot 7 inch (3,53 m), và có tầng đẩy khởi tốc có thể tháo rời cho phép tên lửa tăng tốc đột ngột khi rời bệ phóng. Khung tên lửa được chế tạo theo hợp đồng giữa Bendix và Grumman Aircraft; Aerojet trở thành nhà thầu phụ để chế tạo động cơ tên lửa AAM-N-10. Tầng đẩy khởi tốc sẽ cung cấp lực đẩy giúp tên lửa tăng tốc lên tốc độ hành trình Mach 3,5; sau đó động cơ chính của tên lửa sẽ tăng tốc dần tên lửa lên tốc độ bay hành trình Mach 4,5. Tên lửa mang đầu đạn nổ mạnh tiêu chuẩn và có thể trang bị đầu đạn hạt nhân W42 (vốn được trang bị cho tên lửa phòng không MIM-23 HAWK).
Tên lửa Eagle sử dụng dẫn đường bằng lệnh vô tuyến điện ở pha giữa, với tín hiệu từ máy bay được truyền đến tên lửa để giúp tên lửa đi đúng hướng. Khi đến gần mục tiêu, tên lửa chuyển sang chế độ dẫn đường bằng radar chủ động, radar trang bị trên tên lửa này được chế tạo dựa trên radar AN/DPN-53 trang bị trên tên lửa phòng không CIM-10 Bomarc, do có sự tương tự về cấu hình bay đánh chặn mục tiêu. Tên lửa có khả năng tấn công từ cự ly tới 160 hải lý (180 mi; 300 km); radar AN/APQ-81 chỉ có tầm phát hiện mục tiêu 120 hải lý (140 mi; 220 km), tuy nhiên máy bay tiêm kích có thể được máy bay cảnh báo sớm trên không hướng dẫn tới mục tiêu, phóng tên lửa đến khu vực mục tiêu, nhiệm vụ điều khiển tên lửa ở pha cuối sẽ do hệ thống dẫn đường thứ cấp home-on-jam đảm nhiệm.

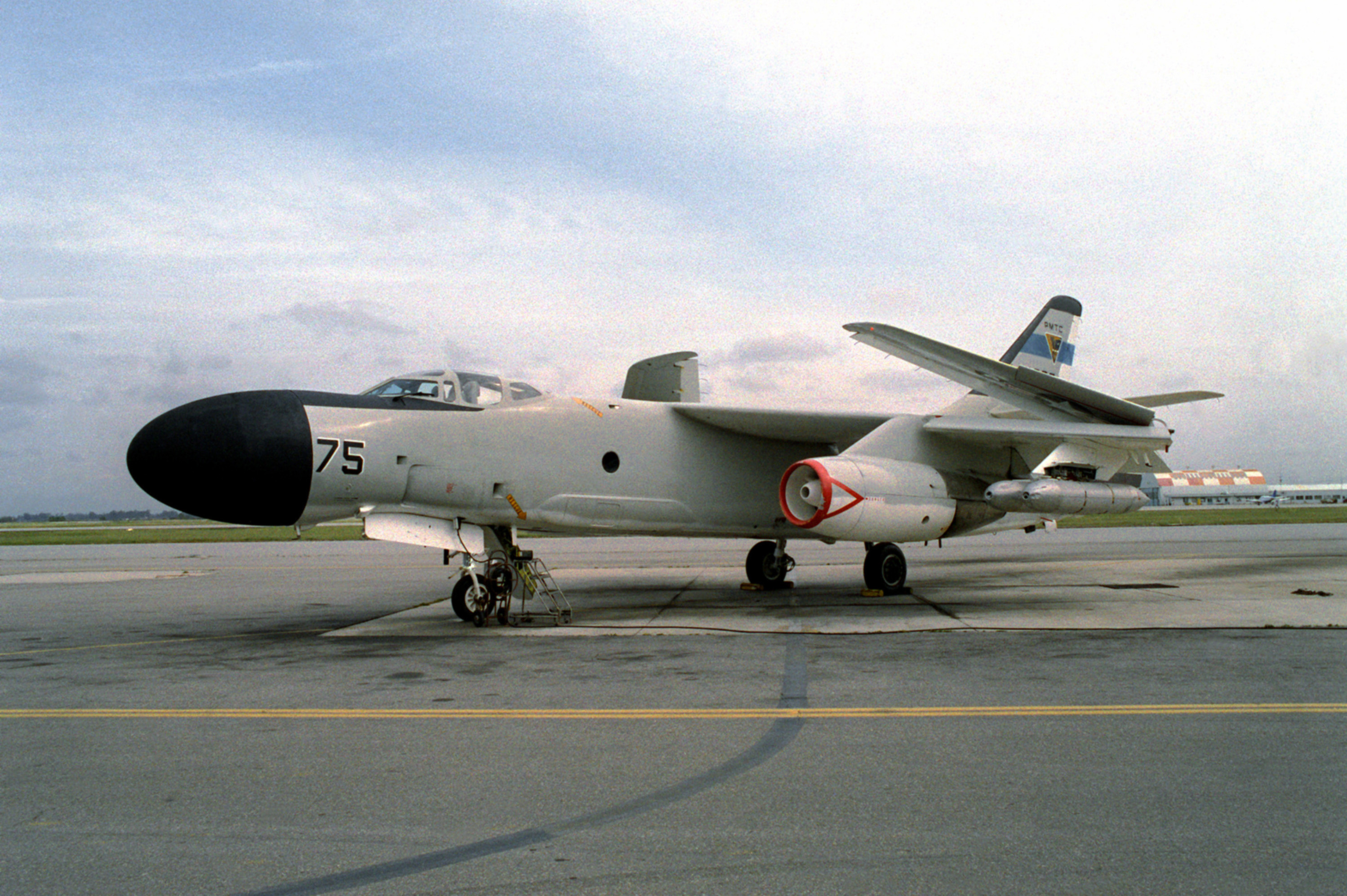
The "Snoopy" A3D, modified for testing of the Eagle

Vào năm 1960, một máy bay cường kích hạng trung Douglas A3D Skywarrior đã được sửa đổi để trở thành nền tảng thử nghiệm cho radar APQ-81 và tên lửa AAM-N-10, máy bay sau khi sửa đổi có một chiếc mũi lớn để chứa radar, dẫn đến biệt danh của nó là "Snoopy". Tuy nhiên do lo ngại về vấn đề chi phí và về tính khả thi của khái niệm máy bay tiêm kích phòng thủ hạm đội, chương trình phát triển tên lửa Eagle đã bị hủy bỏ vào tháng 12 năm 1961, trước khi bất kỳ mẫu thử nào được chế tạo. Dù bị hủy bỏ, nhưng chương trình phát triển tên lửa Eagle đã giúp các kỹ sư tích lũy kinh nghiệm để phát triển tên lửa AAM-N-11 (sau này là AIM-54) Phoenix, được trang bị trên máy bay tiêm kích General Dynamics–Grumman F-111B và Grumman F-14 Tomcat.

### Citations
1. 1 2 3 4 5  Parsch 2003.
2. ↑  "Bird of Prey". Flight International, Volume 78 (1960). p. 610.
3. 1 2 3  Friedman 1982, tr. 177.
4. ↑  Francillon, Lewis & Dunn 1991, tr. 126.
5. ↑  Simonsen, 2016, p. 108

### Bibliography
- Francillon, Rene J.; Lewis, Peter B. & Dunn, Jim (1991). Electronic Wizards: Crows, Zappers and Weasels. London: Osprey Publishing. ISBN 978-1-85532-112-0.
- Friedman, Norman (1982). U.S. Naval Weapons: Every gun, missile, mine, and torpedo used by the U.S. Navy from 1883 to the present day. Annapolis, MD: Naval Institute Press. ISBN 978-0-87021-735-7.
- Simonsen, Erik (2016). A Complete History of U.S. Combat Aircraft Fly-Off Competitions: Winners, Losers, and What Might Have Been. Forest Lake, MN: Specialty Press. ISBN 978-1-58007-227-4.
- Parsch, Andreas (6 tháng 1 năm 2003). “Bendix AAM-N-10 Eagle”. Directory of U.S. Military Rockets and Missiles, Appendix 1: Early Missiles and Drones. Designation-Systems. Truy cập ngày 22 tháng 12 năm 2017.

Bản mẫu:USN missiles